# Agneaux
Agneaux és un municipi francès situat al departament de la Manche i a la regió de Normandia. L'any 2007 tenia 4.161 habitants.

## Demografia

### Població
El 2007 la població de fet d'Agneaux era de 4.161 persones. Hi havia 1.825 famílies de les quals 589 eren unipersonals (181 homes vivint sols i 408 dones vivint soles), 659 parelles sense fills, 479 parelles amb fills i 98 famílies monoparentals amb fills.
La població ha evolucionat segons el següent gràfic:
Habitants censats

### Habitatges
El 2007 hi havia 1.940 habitatges, 1.848 eren l'habitatge principal de la família, 14 eren segones residències i 78 estaven desocupats. 1.567 eren cases i 365 eren apartaments. Dels 1.848 habitatges principals, 1.239 estaven ocupats pels seus propietaris, 589 estaven llogats i ocupats pels llogaters i 20 estaven cedits a títol gratuït; 55 tenien una cambra, 91 en tenien dues, 220 en tenien tres, 487 en tenien quatre i 995 en tenien cinc o més. 1.435 habitatges disposaven pel capbaix d'una plaça de pàrquing. A 995 habitatges hi havia un automòbil i a 690 n'hi havia dos o més.

### Piràmide de població
La piràmide de població per edats i sexe el 2009 era:
| Homes | Edats   | Dones |
| ----- | ------- | ----- |
| 0     | 95 o +  | 4     |
| 0     | 90 a 94 | 16    |
| 24    | 85 a 89 | 20    |
| 24    | 80 a 84 | 32    |
| 56    | 75 a 79 | 56    |
| 112   | 70 a 74 | 132   |
| 120   | 65 a 69 | 152   |
| 132   | 60 a 64 | 132   |
| 116   | 55 a 59 | 116   |
| 176   | 50 a 54 | 172   |
| 164   | 45 a 49 | 176   |
| 196   | 40 a 44 | 232   |
| 124   | 35 a 39 | 156   |
| 132   | 30 a 34 | 108   |
| 84    | 25 a 29 | 92    |
| 112   | 20 a 24 | 128   |
| 192   | 15 a 19 | 180   |
| 196   | 10 a 14 | 152   |
| 160   | 5 a 9   | 124   |
| 96    | 0 a 4   | 96    |

## Economia

### Salaris i ocupació
El 2007 el salari net horari mitjà era 12,7 €/h en el cas dels alts càrrecs era de 22,5 €/h
(24,1 €/h els homes i 18,5 €/h les dones), el dels professionals intermedis 13,4 €/h (14,1 €/
h els homes i 12,5 les dones), el dels empleats 9,5 €/h (9,7 €/h els homes i 9,6 €/h les
dones) i el dels obrers 9 €/h (9,1 €/h els homes i 8,6 €/h les dones).
El 2007 la població en edat de treballar era de 2.623 persones, 1.863 eren actives i 760 eren inactives. De les 1.863 persones actives 1.741 estaven ocupades (877 homes i 864 dones) i 121 estaven aturades (54 homes i 67 dones). De les 760 persones inactives 275 estaven jubilades, 313 estaven estudiant i 172 estaven classificades com a «altres inactius».

### Ingressos
El 2009 a Agneaux hi havia 1.799 unitats fiscals que integraven 4.153 persones, la mediana anual d'ingressos fiscals per persona era de 20.354 €.

### Activitats econòmiques
Dels 238 establiments que hi havia el 2007, 5 eren d'empreses extractives, 4 d'empreses alimentàries, 1 d'una empresa de fabricació de material elèctric, 1 d'una empresa de fabricació d'elements pel transport, 10 d'empreses de fabricació d'altres productes industrials, 24 d'empreses de construcció, 78 d'empreses de comerç i reparació d'automòbils, 4 d'empreses de transport, 11 d'empreses d'hostatgeria i restauració, 6 d'empreses d'informació i comunicació, 13 d'empreses financeres, 4 d'empreses immobiliàries, 37 d'empreses de serveis, 21 d'entitats de l'administració pública i 19 d'empreses classificades com a «altres activitats de serveis».
Dels 50 establiments de servei als particulars que hi havia el 2009, 1 era una oficina de correu, 4 oficines bancàries, 1 funerària, 2 tallers de reparació d'automòbils i de material agrícola, 2 tallers d'inspecció tècnica de vehicles, 1 autoescola, 1 paleta, 4 guixaires pintors, 5 fusteries, 4 lampisteries, 3 electricistes, 1 empresa de construcció, 7 perruqueries, 2 veterinaris, 1 agència de treball temporal, 7 restaurants, 1 agència immobiliària, 2 tintoreries i 1 saló de bellesa.
Dels 30 establiments comercials que hi havia el 2009, 1 era un hipermercat, 2 fleques, 2 carnisseries, 1 una peixateria, 9 botigues de roba, 1 una botiga de roba, 4 sabateries, 3 botigues de mobles, 3 botigues de material esportiu, 1 una botiga de material de revestiment de parets i terra i 2 floristeries.
L'any 2000 a Agneaux hi havia 17 explotacions agrícoles que ocupaven un total de 216 hectàrees.

## Equipaments sanitaris i escolars
El 2009 hi havia 2 farmàcies i 1 ambulància.
El 2009 hi havia 1 escola maternal i 2 escoles elementals. A Agneaux hi havia 1 col·legi d'educació secundària, 1 liceu d'ensenyament general i 1 liceu tecnològic. Als col·legis d'educació secundària hi havia 500 alumnes, als liceus d'ensenyament general n'hi havia 614 i als liceus tecnològics 106. Disposava d'un centre d'altres ensenyaments superiors.

## Poblacions més properes
El següent diagrama mostra les poblacions més properes.